# Metropolis B
Metropolis B är det sjunde studioalbumet från den montenegrinska sångaren Rambo Amadeus. Albumet spelades in tillsammans med Miroslav Savić. Det släpptes år 1998 och innehåller 20 låtar.

## Låtlista
1. "Andante Con Variazioni"
2. "Scherzo"
3. "Marcia Funebre (Sulla Morte D'un Eroe"
4. "Quasi Una Fantasia"
5. "Attaca Subito"
6. "Largo Con Espressione"
7. "Adagio Malicioso"
8. "Senza Sordini"
9. "Grave Agitato"
10. "Moderato Ma Non Tropo"
11. "Vivace Gracioso"
12. "Legieramente"
13. "Con Fuoco"
14. "Largo Con Brio"
15. "Con Spirito"
16. "Con Moto"
17. "Allegretto Tranquillo"
18. "Grave Stirando Piacevole"
19. "Tres Modere"
20. "Triste, Sans Retenir"